# Julija Borissowna Gippenreiter

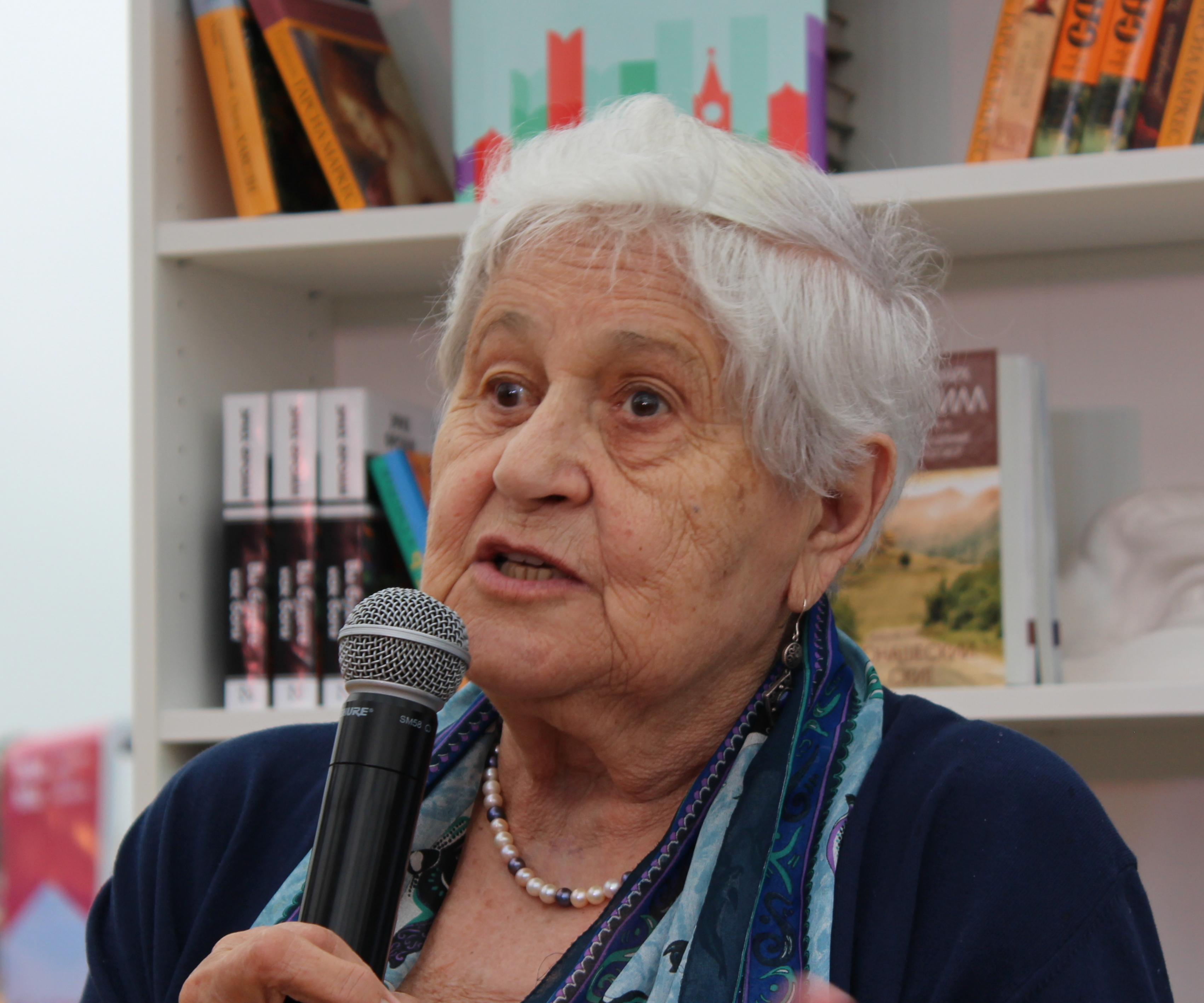
Julia Gippenreiter, 2015

Julia Gippenreiter (russisch: Ю́лия Бори́совна Гиппенре́йтер; * 25. März 1930 in Moskau) ist eine russische Psychologin und Expertin für experimentelle Psychologie (Wahrnehmungspsychologie, Psychophysiologie), Systemische Therapie, Neuro-Linguistisches Programmieren. Gippenreiter ist Autorin zahlreicher psychologischer Publikationen, Doktorin der Pädagogik (in Psychologie), Doktorin der Psychologie, Professorin.

## Leben
Julia Gippenreiter absolvierte ihr Studium an der Moskauer Staatsuniversität, Studiengang Psychologie im Jahr 1953. Im Jahr 1961 promovierte sie in Psychologie zur Doktorin der Pädagogik mit dem Thema Über die Tonhöhenwahrnehmung. Im Jahr 1975 promovierte sie zur Doktorin der Psychologie mit dem Thema  Die Rolle der Bewegungen im Leben eines Menschen  an der Moskauer Staatsuniversität im Bereich „Allgemeine Psychologie, Psychologie der Persönlichkeit, Geschichte der Psychologie“. 1978 wurde ihr der akademische Titel einer Professorin verliehen. Sie ist Professorin für allgemeine Psychologie an der Moskauer Staatsuniversität (Stand 2010).
Gippenreiter propagiert eindringlich eine humanistische Herangehensweise in der Erziehung. In diesem Zusammenhang betont sie das „aktive Zuhören“ in Familienbeziehungen.
Ihr Werk Mit Kindern sprechen – einander verstehen erschien erstmals 1995 in russischer Sprache und gehört in Russland zu den Bestsellern im Bereich der Pädagogik. In ihrem Buch vermittelt die Autorin auf einfache und zugängliche Weise die wichtigsten Faktoren der modernen Psychologie und fasst wissenschaftliche Erkenntnisse im Bereich Kommunikation zusammen. Gippenreiter veröffentlichte über 75 wissenschaftliche Arbeiten.
Julia Gippenreiter war zweimal verheiratet und hat drei Kinder, zwei ältere Töchter aus der ersten Ehe mit Wadim Gippenreiter und einen Sohn aus der zweiten Ehe mit dem Mathematiker Aleksej Rudakow.

## Publikationen (auf Russisch, Auswahl)
- 1972, Praktische Allgemeine Psychologie. Lehrbuch.
- 1978, Über die Bewegung des Auges. Monografie.
- 1983, Sammlung Psychologie der Gefühle / unter Redaktion und Einleitung von J. Gippenreiter
- 1988–2008, Einführung in Allgemeine Psychologie. Lektionen.
- 2008, Psychologie des Gedächtnisses, Unter Redaktion von J. Gippenreiter und V.J. Romanova.
- 1982–2008, Differentielle Psychologie, Unter Redaktion von J. Gippenreiter und V.J. Romanova.
- 2008, Psychologie des Denkens, Unter Redaktion von J. Gippenreiter, W.Spiridonowa, M. Falikman, W.Petukhowa. (Chrestomathie in Psychologie).
- 2008, Psychologie der Aufmerksamkeit / Unter Redaktion von J. Gippenreiter und V.J. Romanova. (Chrestomathie in Psychologie).
- 2009, Psychologie einer Persönlichkeit / Unter Redaktion von J. Gippenreiter, А.Pusirejy, W.Arkhangelskaja (Chrestomathie in Psychologie).
- 2009, Psychologie der Motivationen und Emotionen / Unter Redaktion von J.Gippenreiter, M. Falikman. (Chrestomathie in Psychologie).
- 2008, Einfluss von stalinistischen Repressivmaßnahmen der 1930er Jahre auf das Familienleben in 3 Generationen // Theorie der Familiensysteme von Murrey Bowen. Hauptideen, Methoden, Praktik / K.Baker, J.Gippenreiter (Moderne Psychotherapie).
- 1994–2008, Mit Kindern sprechen – einander verstehen.
- 2008–2009, Mit Kindern sprechen – einander verstehen. Machen wir es richtig?
- 2012, Wir haben unterschiedliche Charaktere. Was sollen wir tun?
- 2013, Wunder des aktiven Zuhörens.
- 2013, Verhalten der Kinder in den Händen der Eltern.
- 2013, Gefühle und Konflikte.
- 2017, Großes Buch. Kommunikation mit dem Kind.